# 兰田暴动
兰田暴动，是中国共产党福安中心县委在福州中心市委书记陶铸的指导下发动的武装暴动，在马立峰、詹如柏等人的带领下，中共党员突袭了驻扎在兰田村陈氏大院的民团并将其消灭，缴获了18支步枪。随后，中国共产党以这些枪支和已经暴露身份、被政府通缉的中共党员为基础，组建了闽东红军的第一支武装力量——闽东北工农游击第一支队。